# Alejandro Botero
Alejandro Botero López (Pereira, Risaralda, 8 de outubro de 1980) é um ex-futebolista colombiano que atuava como goleiro. Ele jogou nas divisões profissionais do futebol colombiano e argentino.
Após sua aposentadoria do futebol profissional em 2012, ele retomou sua carreira como aviador comercial, que havia iniciado nos anos em que jogava no futebol argentino.

## Carreira profissional como jogador de futebol
Ele jogou na posição de goleiro, tanto vestindo a camisa da seleção colombiana de futebol profissional, quanto em clubes daquele país e da Argentina.
A sua carreira futebolística começou aos 18 anos, ao serviço do clube Deportivo Cali, onde esteve durante 4 anos.
No clube argentino Independiente de Avellaneda foi campeão em 2002; no entanto, neste clube não teve a oportunidade de ser goleiro titular.
Mais tarde, Botero caiu de divisão para jogar no Argentinos Juniors. No final da temporada 2003-2005, esta equipe conseguiu ser promovida para jogar na Primeira Divisão Argentina, com Botero tendo um desempenho de sucesso.
Em setembro de 2005, Botero voltou ao clube Deportivo Cali, que era o time onde ele havia iniciado sua carreira como jogador de futebol. Lá ele ganhou o torneio de futebol profissional daquele ano.
Em 2006 voltou ao futebol argentino, jogando pelo clube San Martín de San Juan, onde teve a oportunidade de jogar pela segunda vez com um time que foi promovido à primeira divisão argentina.
Em 2009, voltou ao futebol colombiano, onde ingressou no time Boyacá Chicó.
Sua carreira profissional começou em 1998 e terminou em 2012.

## Aposentadoria do futebol
Em 2011, enquanto jogava pelo time Deportes Tolima da Colômbia, tomou a decisão de se aposentar do futebol, para se dedicar a retomar sua carreira como aviador comercial.
Ele já havia iniciado parcialmente essa carreira, na Academia Flight Center, em Buenos Aires, na época em que jogava no futebol argentino.
Seu pai, David Botero, era agente de turismo e representante de companhias aéreas, o que inspirou Alejandro desde criança a se apaixonar pelo campo da aviação.
Depois de obter suas licenças de piloto comercial, Botero López conseguiu se conectar com a companhia aérea Avianca.

## Palmares

### Campeonatos nacionais
Botero desarrolló toda sua carreira profissional no futebol nacional da Colômbia e Argentina:
| Campeonato vencido           | Clube          | País      | Ano  |
| ---------------------------- | -------------- | --------- | ---- |
| Primeira Divisão             | Deportivo Cali | Colômbia  | 1998 |
| Torneio Apertura (Início)    | Independiente  | Argentina | 2002 |
| Torneio Finalización (Final) | Deportivo Cali | Colômbia  | 2005 |